# 首里站
26°13′9.03″N 127°43′31.82″E / 26.2191750°N 127.7255056°E

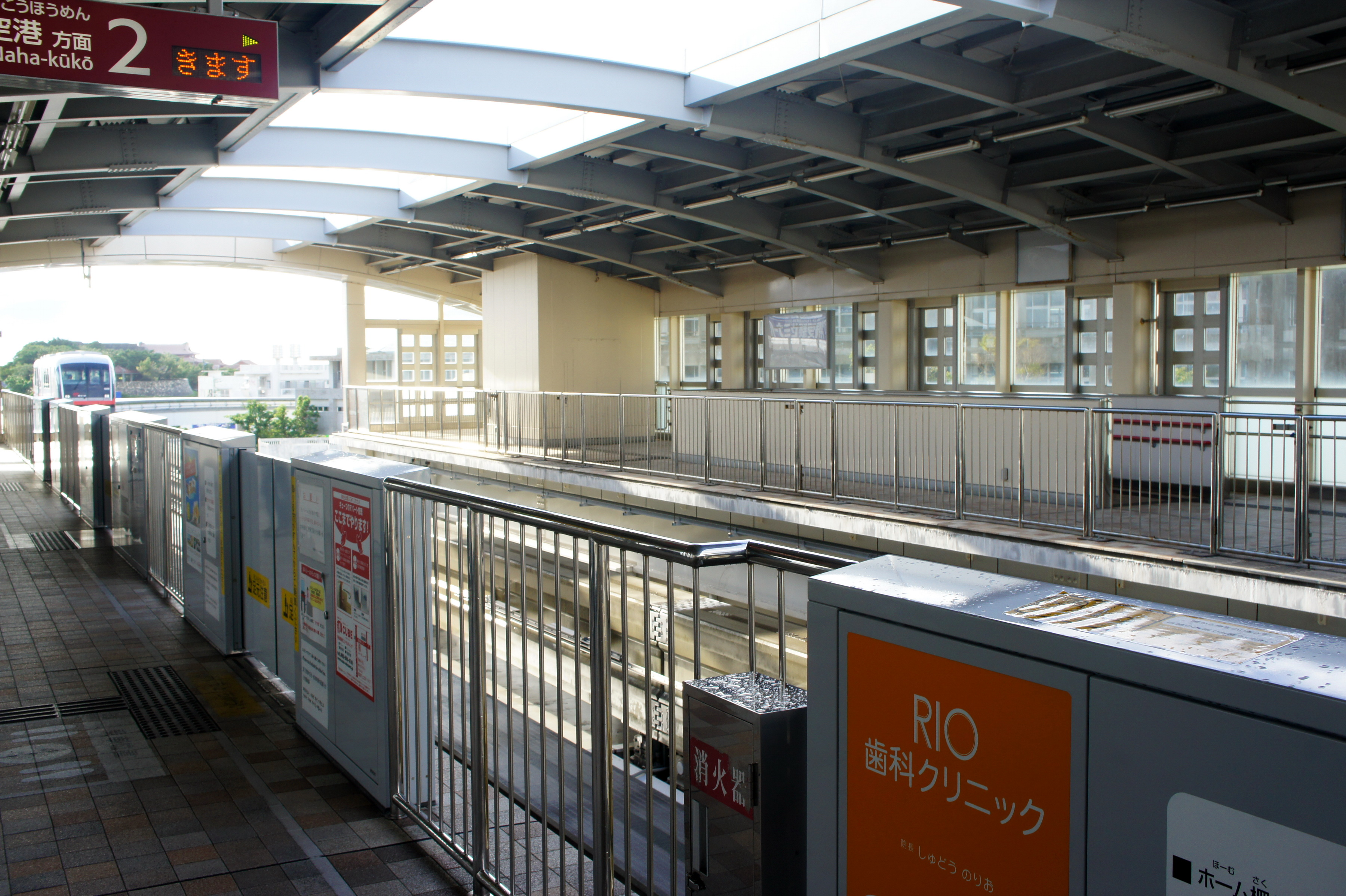
首里站月台

首里站（日语：／ Shuri eki */?）是一位於日本沖繩縣那霸市首里汀良町3丁目的單軌電車車站，是現時沖繩都市單軌電車線的一個車站。2019年單軌列車由本站伸延至浦添市的Tedako浦西站。
本站是通往沖繩島的首要名勝首里城的下車站。

## 車站構造

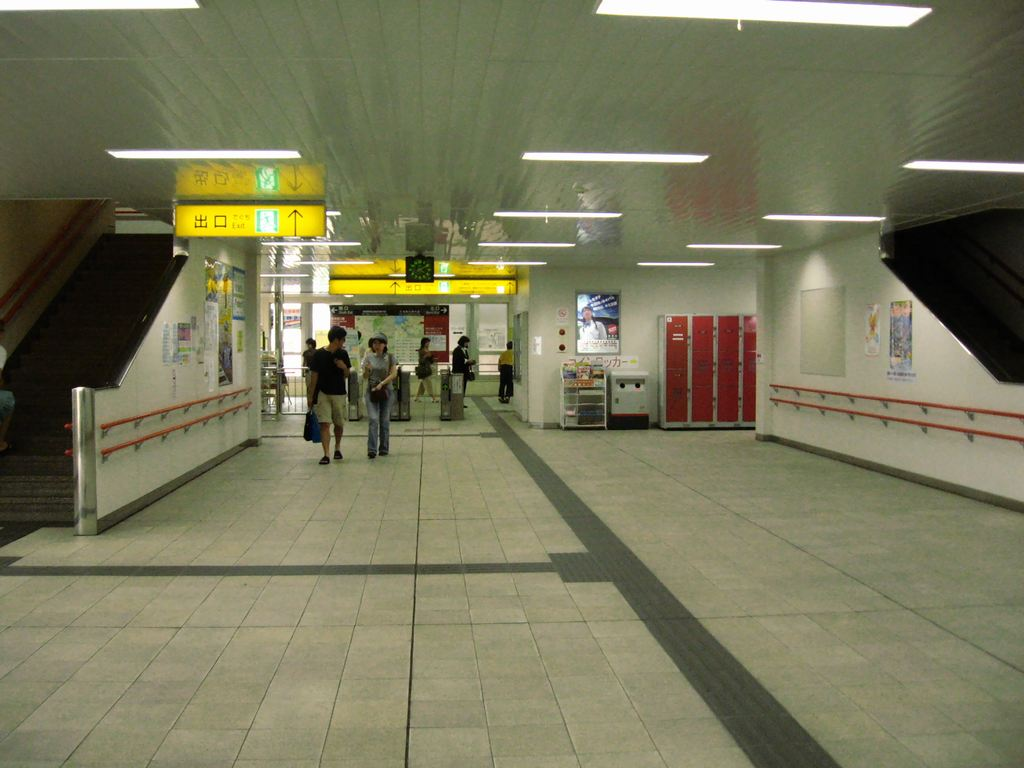
首里站內一景

本站採用2個側式月台的設計，而非跟隨大部份其他車站月台的島式月台設計，主要是能分流上、下車的乘客。隨伸延工程展開，1號月台曾處於停用狀態，令到列車只能使用2號月台進行乘降，這令月台上的混雜情況有所增加。但隨伸延工程完成，1號月台作為往Tedako浦西方向的月台，月台上的混雜情況有所改善。

### 月台配置
| 月台 | 路線                | 目的地                                 |
| ---- | ------------------- | -------------------------------------- |
| 1    | ■沖繩都市單軌電車線 | Tedako浦西方向                         |
| 2    | ■沖繩都市單軌電車線 | 歌町、牧志、縣廳前、小祿、那霸機場方向 |

## 歷史
- 2003年8月10日：隨沖繩都市單軌鐵路線通車，本站啟用。
- 2019年10月1日：冲绳都市单轨电车线自本站延伸通車至Tedako浦西站。

## 利用狀況
| 年度 | 1日平均乗車人數 |
| ---- | --------------- |
| 2003 | 3,896           |
| 2004 | 2,822           |
| 2005 | 3,154           |
| 2006 | 3,137           |
| 2007 | 3,198           |
| 2008 | 3,177           |
| 2009 | 2,961           |
| 2010 | 2,946           |
| 2011 | 2,978           |
| 2012 | 3,130           |

## 車站周邊
公共机关/公共设施
- 那霸市政府首里分所
- 那霸市首里文化館，那霸市立首里圖書館
- 沖繩縣立南部醫療中心，兒童醫療中心
- 首里汀良郵局

教育機關
- 那霸市立首里中學校
- 沖繩縣立開邦高等學校
- 沖繩縣立藝術大學

金融機關
- 琉球銀行首里分行
- 沖繩銀行鳥堀分行
- 沖繩海邦銀行汀良分行

店鋪
- 琉貿超市（Ryubo Store）首里店
- 蔦屋書店（TSUTAYA）首里店

觀光
- 國營沖繩紀念公園
- 識名園
- 沖繩縣立博物館（於2005年3月關閉，位於歌町的新館於2007年開幕。）
- 首里城公園 - 徒步約15分鐘，或轉乘8號線巴士(首里城下町線)，需時5分鐘。

## 其他
- 列車到達時，會播放首里民謠「赤田首里殿內」的樂曲。

## 相鄰車站
沖繩都市單軌電車
■沖繩都市單軌電車線
儀保（14）－首里（15）－石嶺（16）

## 外部連結
- 沖繩都市單軌電車 – 首里站 （页面存档备份，存于）（日語）（英文）（繁體中文）（简体中文）